# Бушич, Томислав
Томи́слав Бу́шич (хорв. Tomislav Bušić; род. 2 февраля 1986, Имотски, Сплитско-Далматинская жупания) — хорватский футболист, нападающий клуба «Каштел Гомилица».

## Карьера
Томислав начал карьеру в «Хайдуке» из Сплита, в составе которого в 2005 стал чемпионом Хорватии.
Являлся одним из ключевых игроков молодёжной сборной Хорватии. Летом 2007 года Томислав был взят в годичную аренду киевским «Динамо», но уже спустя полгода был возвращен в «Хайдук», не проведя за киевлян ни одного матча.
В июне 2009 Бушич подписал трехлетний контракт с израильским «Маккаби (Петах-Тиква)», в составе которого провел один сезон и вновь вернулся в Хорватию, на этот раз в «Славен Белупо». С 2013 года является игроком азербайджанского «Симурга».

## Достижения
«Хайдук»
- Чемпион Хорватии: 2004/05